# Heuland
Heuland est une commune française, située dans le département du Calvados en région Normandie, peuplée de 137 habitants.

## Géographie
| Douville-en-Auge                            | Douville-en-Auge, Saint-Vaast-en-Auge | Branville |
| Douville-en-Auge                            | Heuland                               | Branville |
| Douville-en-Auge, Angerville, Cresseveuille | Cresseveuille                         | Danestal  |

### Hydrographie
La commune est située dans le bassin Seine-Normandie. Elle est drainée par l'Ancre, le ruisseau Douet Champion, le cours d'eau 03 des Fontaines, le ruisseau de la Fontaine Galleville, le cours d'eau 01 du Moulin Troussel et le fossé 02 du Moulin Troussel,,.
L'Ancre, d'une longueur de 17 km, prend sa source dans la commune d'Annebault et se jette  dans la Dives à Varaville, après avoir traversé neuf communes. 

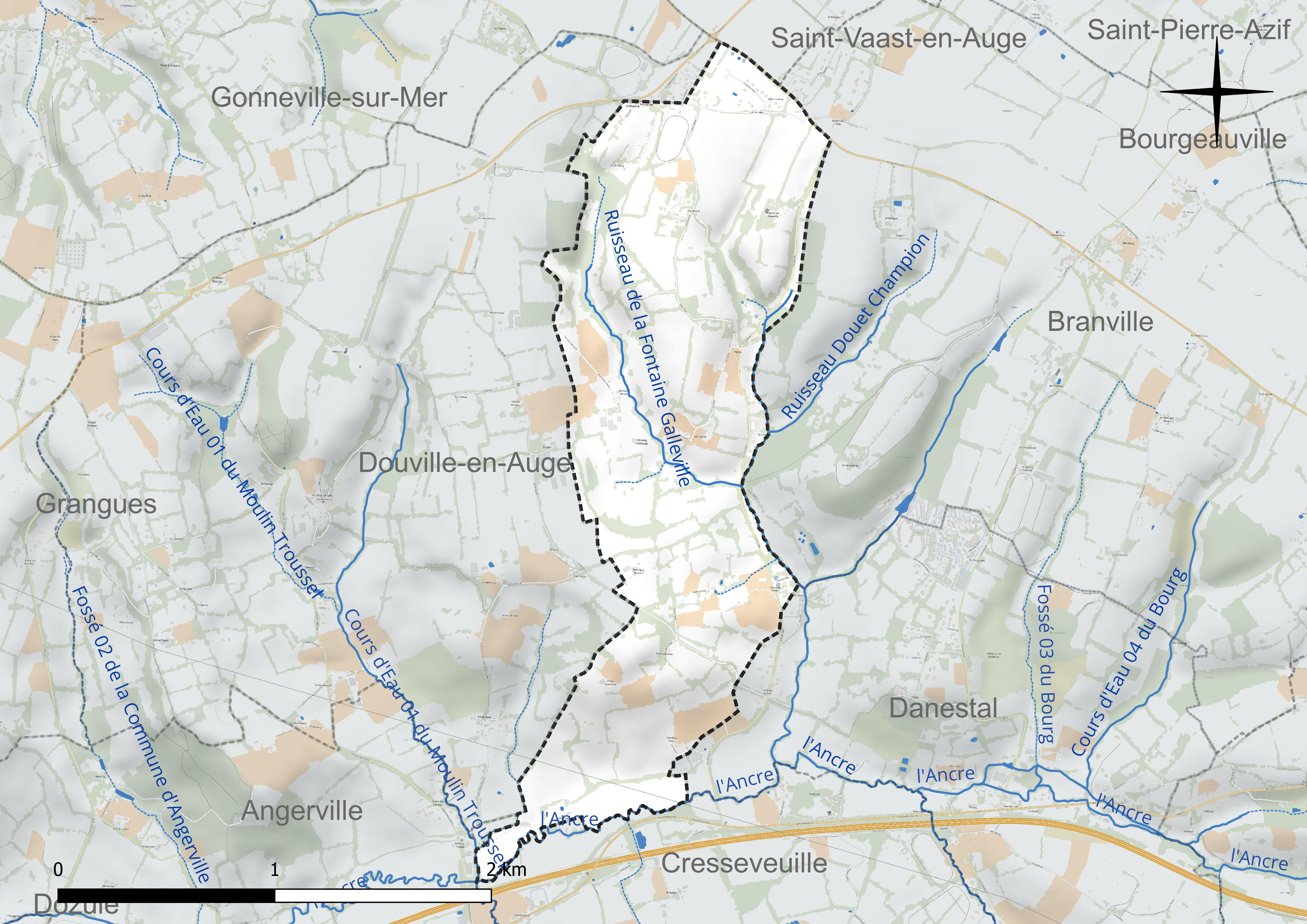
Réseau hydrographique d'Heuland.

### Climat
Pour des articles plus généraux, voir Climat de la Normandie et Climat du Calvados.
En 2010, le climat de la commune est de type climat océanique franc, selon une étude du CNRS s'appuyant sur une série de données couvrant la période 1971-2000. En 2020, Météo-France publie une typologie des climats de la France métropolitaine dans laquelle la commune est exposée à un climat océanique et est dans une zone de transition entre les régions climatiques « Côtes de la Manche orientale » et « Normandie (Cotentin, Orne) ». Parallèlement le GIEC normand, un groupe régional d'experts sur le climat, différencie quant à lui, dans une étude de 2020, trois grands types de climats pour la région Normandie, nuancés à une échelle plus fine par les facteurs géographiques locaux. La commune est, selon ce zonage, exposée à un « climat contrasté des collines », correspondant au Pays d'Auge, Lieuvin et Roumois, moins directement soumis aux flux océaniques et connaissant toutefois des précipitations assez marquées en raison des reliefs collinaires qui favorisent leur formation.
Pour la période 1971-2000, la température annuelle moyenne est de 10,2 °C, avec  une amplitude thermique annuelle de 12,6 °C. Le cumul annuel moyen de précipitations est de 880 mm, avec 13 jours de précipitations en janvier et 8,5 jours en juillet. Pour la période 1991-2020, la température moyenne annuelle observée sur la station météorologique la plus proche, située sur la commune de Deauville à 11 km à vol d'oiseau, est de 0,0 °C et le cumul annuel moyen de précipitations est de 0,0 mm. Pour l'avenir, les paramètres climatiques de la commune estimés pour 2050 selon différents scénarios d'émission de gaz à effet de serre sont consultables sur un site dédié publié par Météo-France en novembre 2022.

## Urbanisme

### Typologie
Au 1er janvier 2024, Heuland est catégorisée commune rurale à habitat dispersé, selon la nouvelle grille communale de densité à 7 niveaux définie par l'Insee en 2022.
Elle est située hors unité urbaine. Par ailleurs la commune fait partie de l'aire d'attraction de Trouville-sur-Mer, dont elle est une commune de la couronne,. Cette aire, qui regroupe 35 communes, est catégorisée dans les aires de moins de 50 000 habitants,.

### Occupation des sols
L'occupation des sols de la commune, telle qu'elle ressort de la base de données européenne d'occupation biophysique des sols Corine Land Cover (CLC), est marquée par l'importance des territoires agricoles (100 % en 2018), une proportion identique à celle de 1990 (100 %). La répartition détaillée en 2018 est la suivante : prairies (87,7 %), terres arables (11 %), zones agricoles hétérogènes (1,3 %). L'évolution de l'occupation des sols de la commune et de ses infrastructures peut être observée sur les différentes représentations cartographiques du territoire : la carte de Cassini (XVIIIe siècle), la carte d'état-major (1820-1866) et les cartes ou photos aériennes de l'IGN pour la période actuelle (1950 à aujourd'hui).

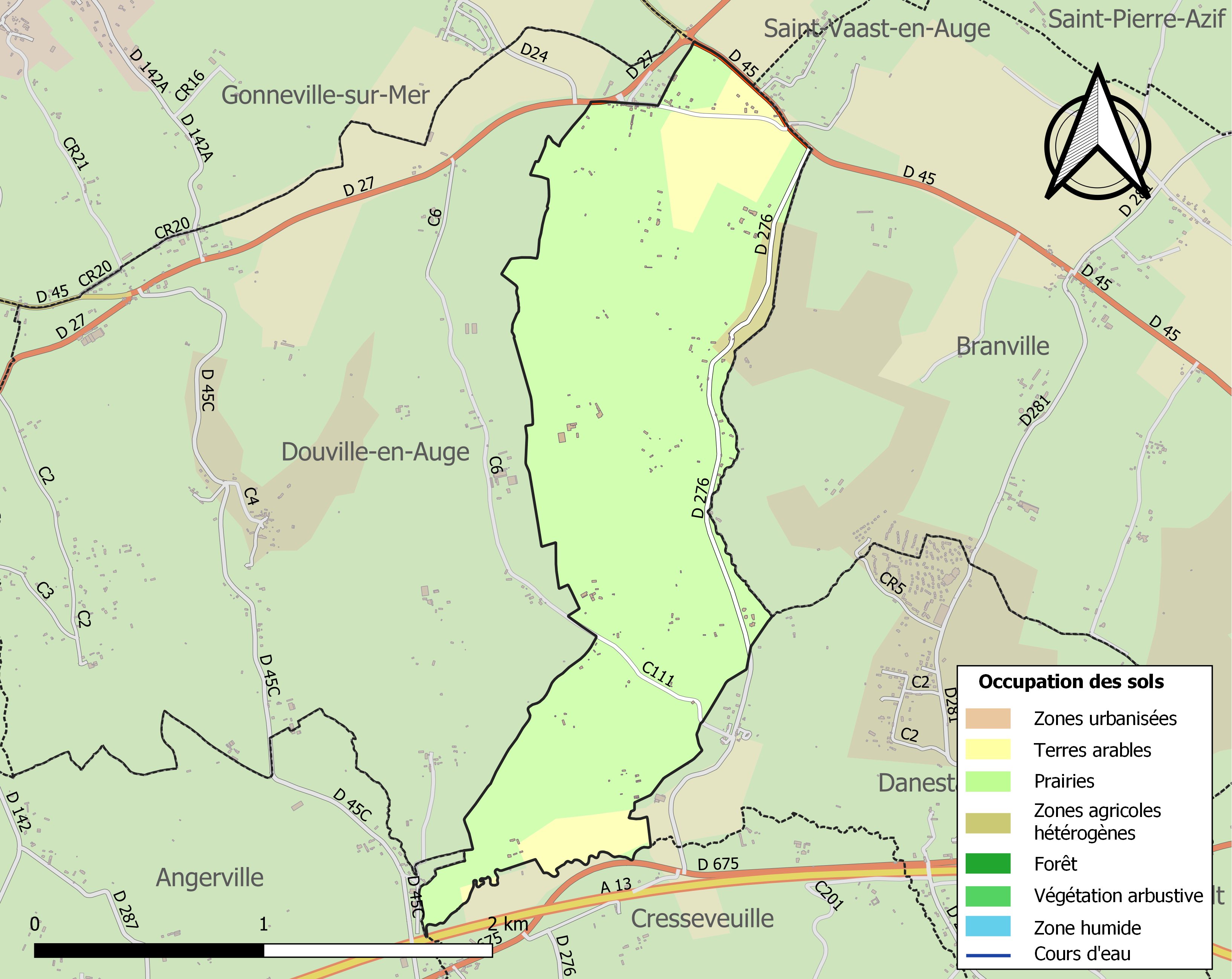
Carte des infrastructures et de l'occupation des sols de la commune en 2018 (CLC).

## Toponymie
Le village est attesté sous les formes [Radulfus de] Holando en 1061 - 1066 (cartulaire de Longpont) ; Hoilant en 1195 (Stapleton) ; Hoiland en 1198, Houland en 1235.
Le second élément -land se rencontre plusieurs fois en Normandie (Hougueland, Greland : Gresland XVIIIe, le Fiesland, etc.) et représente vraisemblablement l'appellatif germanique land « terrain ».
- François de Beaurepaire considère cet appellatif comme anglo-saxon en Normandie[24]. Il mentionne à ce propos Ételan (Esteilant 1050 - 1066)[25].
- René Lepelley explique -land par le germanique, sans plus de précision[26].
- Jean Renaud lui donne une origine norroise[23].

On peut remarquer que les noms en -land, -lant, -lan se trouvent généralement dans l'aire de diffusion de la toponymie anglo-scandinave.
Le premier élément Heu- serait le germanique hoh « haut » pour René Lepelley et les termes norrois haugr « butte » ou hóllr « colline » pour Jean Renaud. François de Beaurepaire rapproche Heuland des nombreux Hoyland anglo-scandinaves du Nord de l'Angleterre. Il considère que l'élément Heu- procède de hoh « haut », or ce vocable n'est ni vieil anglais, ni vieux norois, mais vieux haut allemand.
Toutes ces explications se réfèrent à un « terrain en hauteur », ce qui correspond au site vallonné sur lequel se trouve le territoire de la commune.
Le gentilé est Heulandais.

## Politique et administration
La mairie se situe au lieu-dit la Croix d'Heuland. Elle a été édifiée en 2019. Elle remplace celle construite en 1902 qui a dû être détruite, en 1911, à la suite d'un arrêté de péril.
| Période                                  | Période   | Identité      | Étiquette | Qualité                 |
| ---------------------------------------- | --------- | ------------- | --------- | ----------------------- |
| ?                                        | juin 2000 | Jean Petit    |           |                         |
| juin 2000                                | mars 2008 | Paul Waldheim | SE        | Plombier retraité       |
| mars 2008                                | mai 2020  | Giséle Ledos  | SE        | Dirigeante d'entreprise |
| mai 2020                                 | En cours  | Yoan Morlot   | SE        | Aide-soignant           |
| Les données manquantes sont à compléter. |           |               |           |                         |

Le conseil municipal est composé de sept membres dont le maire et un adjoint.

## Démographie
L'évolution du nombre d'habitants est connue à travers les recensements de la population effectués dans la commune depuis 1793. Pour les communes de moins de 10 000 habitants, une enquête de recensement portant sur toute la population est réalisée tous les cinq ans, les populations de référence des années intermédiaires étant quant à elles estimées par interpolation ou extrapolation. Pour la commune, le premier recensement exhaustif entrant dans le cadre du nouveau dispositif a été réalisé en 2008.
En 2022, la commune comptait 137 habitants, en évolution de +55,68 % par rapport à 2016 (Calvados : +1,58 %, France hors Mayotte : +2,11 %).
Heuland a compté jusqu'à 260 habitants en 1806. Elle est la commune la moins peuplée du canton de Dozulé qui en compte vingt-cinq.
| 1793 | 1800 | 1806 | 1821 | 1831 | 1836 | 1841 | 1846 | 1851 |
| ---- | ---- | ---- | ---- | ---- | ---- | ---- | ---- | ---- |
| 216  | 207  | 260  | 223  | 244  | 204  | 171  | 194  | 167  |

| 1856 | 1861 | 1866 | 1872 | 1876 | 1881 | 1886 | 1891 | 1896 |
| ---- | ---- | ---- | ---- | ---- | ---- | ---- | ---- | ---- |
| 156  | 148  | 140  | 156  | 158  | 150  | 135  | 127  | 128  |

| 1901 | 1906 | 1911 | 1921 | 1926 | 1931 | 1936 | 1946 | 1954 |
| ---- | ---- | ---- | ---- | ---- | ---- | ---- | ---- | ---- |
| 112  | 121  | 105  | 100  | 93   | 95   | 105  | 72   | 113  |

| 1962 | 1968 | 1975 | 1982 | 1990 | 1999 | 2006 | 2008 | 2013 |
| ---- | ---- | ---- | ---- | ---- | ---- | ---- | ---- | ---- |
| 100  | 92   | 79   | 61   | 54   | 71   | 85   | 89   | 77   |

| 2018 | 2022 | - | - | - | - | - | - | - |
| ---- | ---- | - | - | - | - | - | - | - |
| 105  | 137  | - | - | - | - | - | - | - |

## Culture locale et patrimoine

### Lieux et monuments

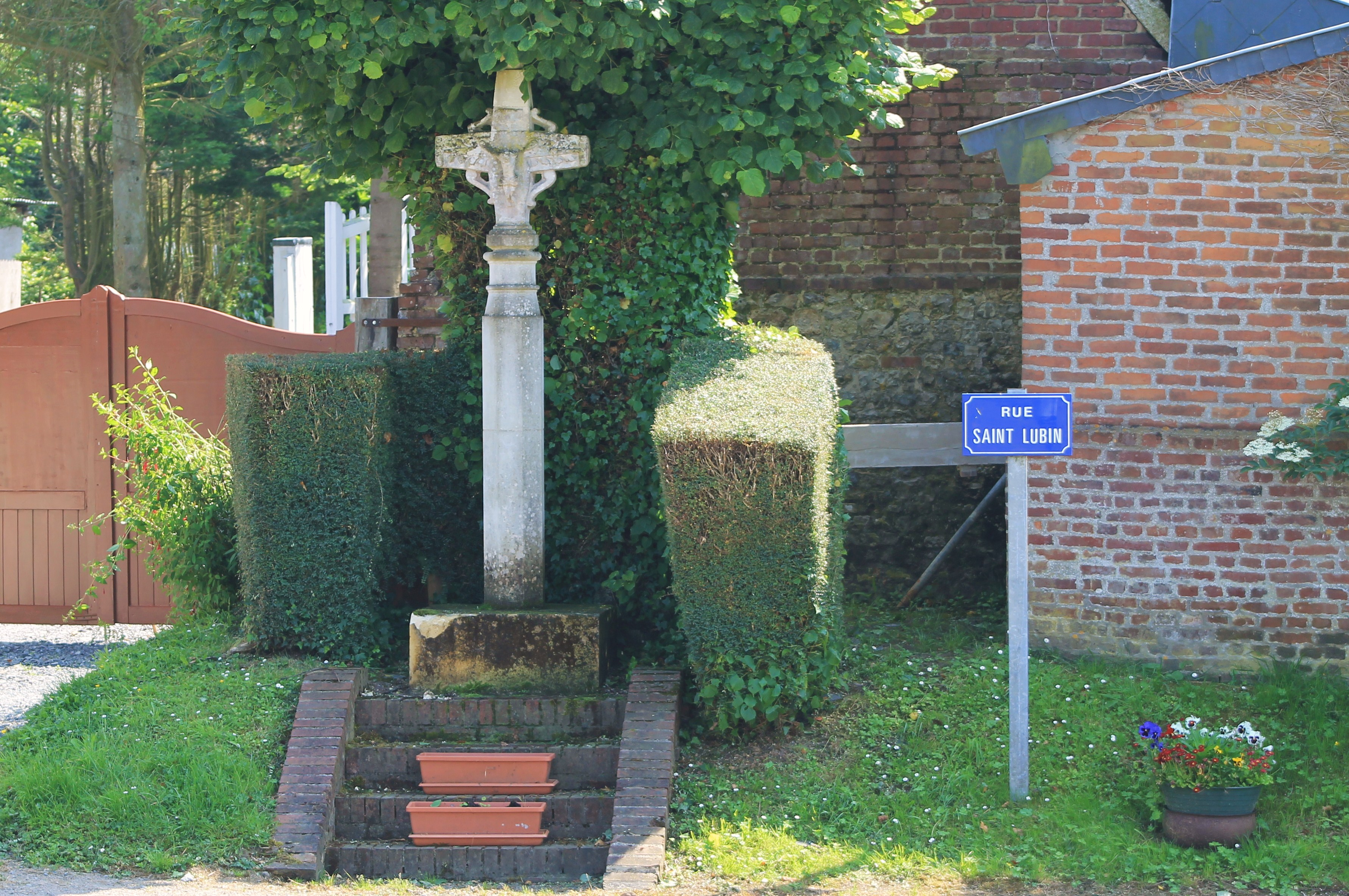
La croix d'Heuland.
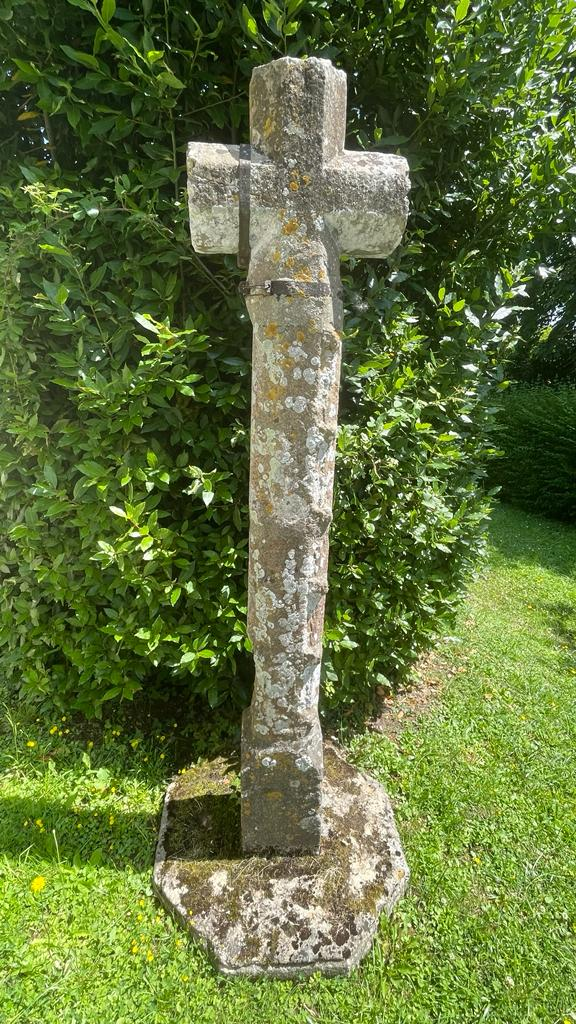
La croix du cimetière.

- Croix d'Heuland, au carrefour dit de la Croix d'Heuland, qui fait l'objet d'une inscription au titre des monuments historiques depuis le 17 mai 1933[33].
- Église Notre-Dame, en partie du XIIe siècle.
- Croix de cimetière inscrite au titre des monuments historiques depuis le 1er mai 1933[34].

### Héraldique
| Blason de Heuland | Blason  | Parti : au 1er de sinople à une croix hosannière du lieu d'argent, au 2e coupé au I de gueules à une pomme d'or tigée et feuillée d'une pièce de sinople, au II d'argent à deux cotices en barre ondées d'azur et à deux battoirs de lavandière au naturel rangés en bande et brochant sur le tout. |
| Blason de Heuland | Détails | La croix hosannière est celle de la commune. La pomme symbolise la Normandie et le Calvados. Les deux cotices ondées représentent l'Ancre et les ruisseaux qui arrosent la commune et les deux battoirs le lavoir de la commune. Création Jean-François Binon, adoptée en 2021.                     |